# Station KB Hallen
Station KB Hallen is een S-tog-station in Frederiksberg, Denemarken, dat op 8 januari 2005 werd geopend. 

## Geschiedenis
Na afloop van de Eerste Wereldoorlog werd de ringlijn langs de westkant van de stad, voor met name goederenvervoer, gebouwd als vervanging van de spoorlijn met veel overwegen die door de bebouwing van Nørrebro en Frederiksberg liep. De ringlijn werd op 15 mei 1930 geopend en vanaf 3 april 1934 werd het deel ten noorden van Flintholm door de eerste S-tog lijn tussen Frederiksberg en Klampenborg bereden. Deze lijn F volgde dit traject tot 20 juni 1998 toen het deel tussen Frederiksberg en Vanløse werd gesloten om te worden omgebouwd tot metro. Het zuidelijke eindpunt van lijn F zou in samenhang met de metrobouw worden verplaatst naar Ny Ellebjerg met overstapstations bij Flintholm en Danshøj. Het zuidelijke deel van de ringlijn kreeg vier nieuwe stations voor lijn F waaronder KB Hallen.

## Ligging en inrichting
Het station ligt ten zuiden van de Peter Bangs Vej in Frederiksberg op de grens met de stad Kopenhagen die de perrons kruist. De zijperrons zijn vanaf het viaduct van de Peter Bangs Vej toegankelijk met vaste trappen en liften. Aan de oostkant van het station ligt de KB Hallen op een sportcomplex dat onder meer door FC Kopenhagen gebruikt wordt als oefenveld.    

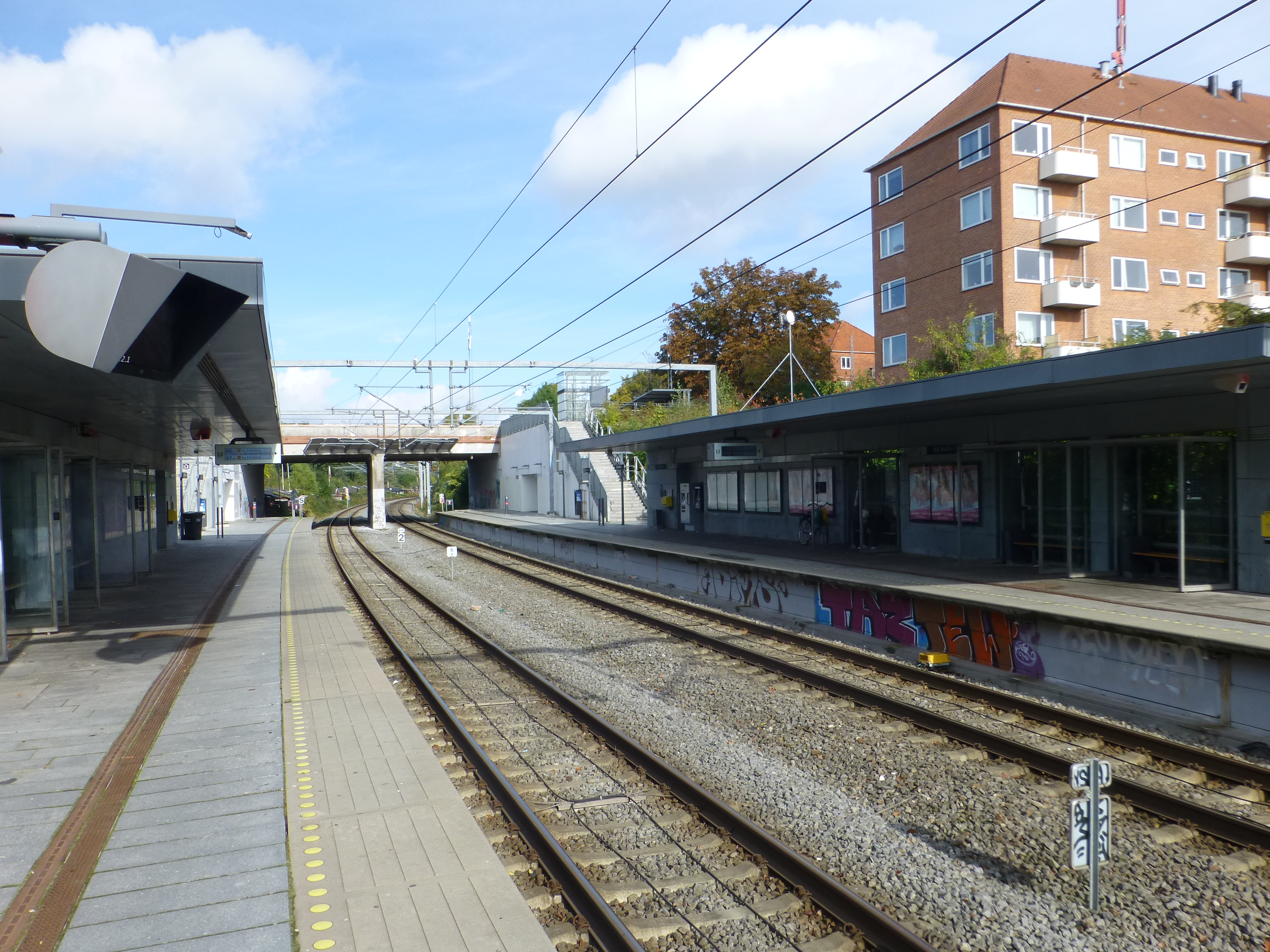
Het station gezien uit het zuiden.
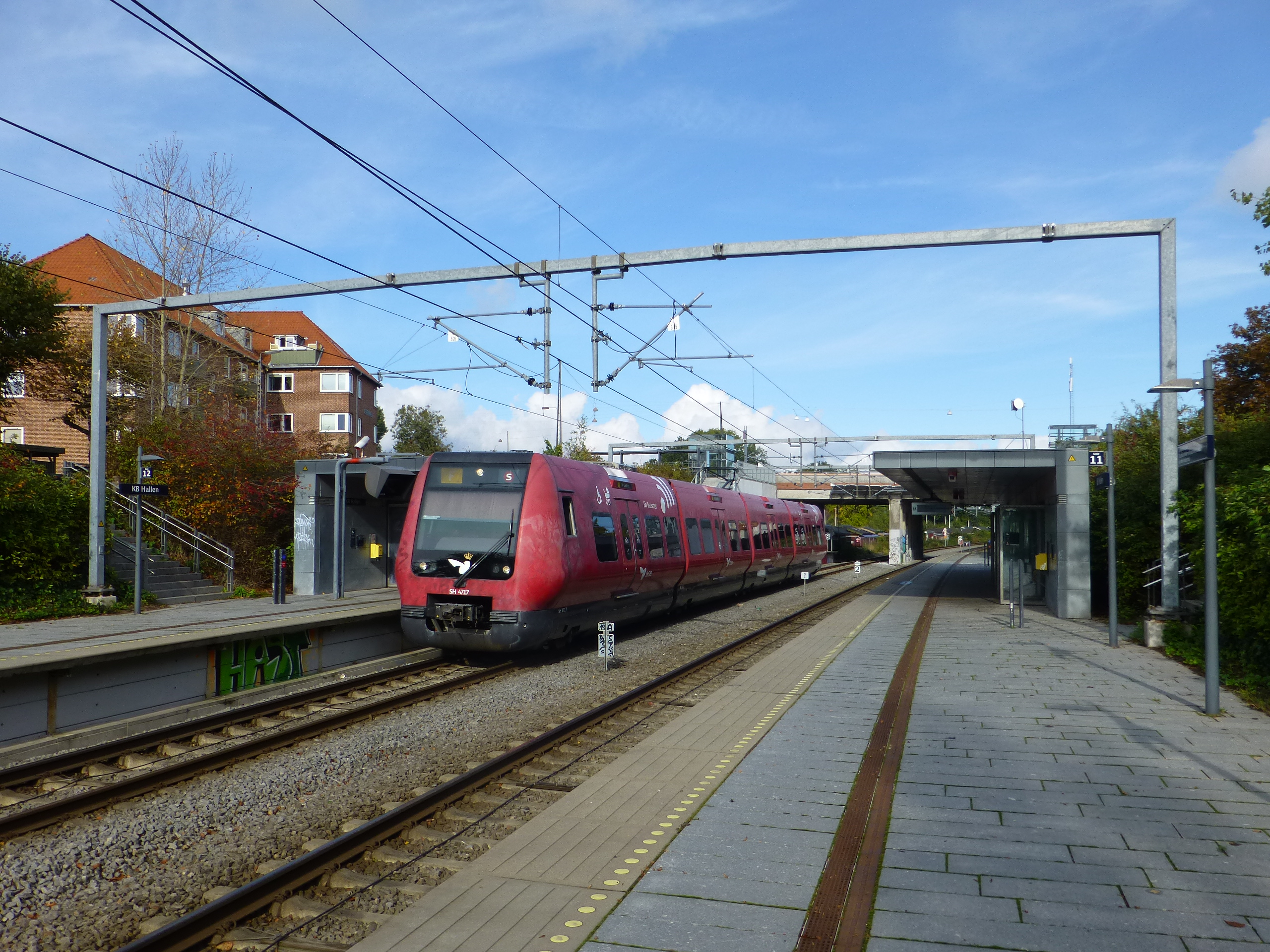
Treinstel reeks SA op weg naar het zuiden als lijn F.
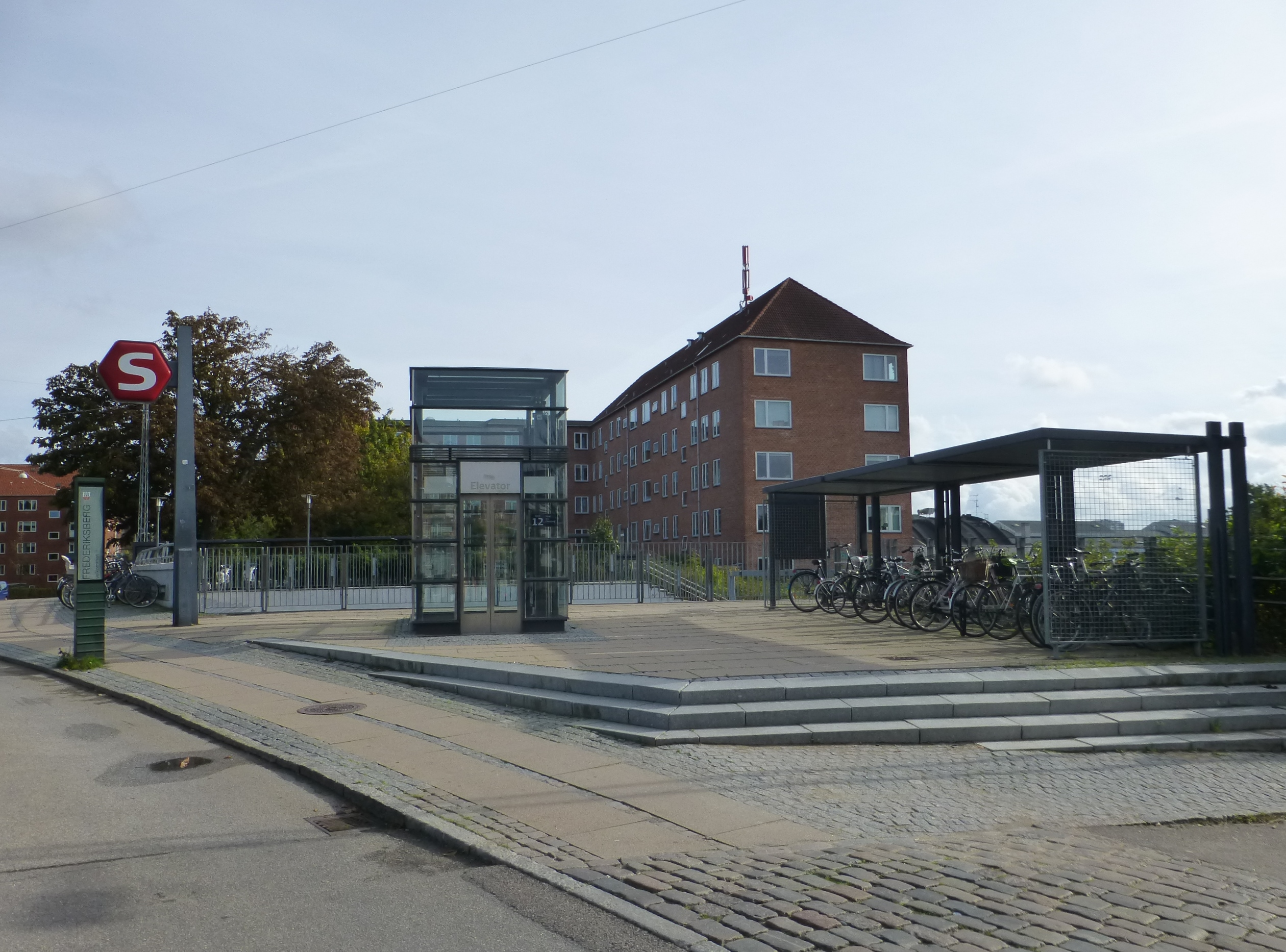
Lift en fietsenrekken aan de PeterBangsVej

Hellerup · Ryparken · Bispebjerg · Nørrebro · Fuglebakken · Grøndal · Flintholm · KB Hallen · Ålholm · Danshøj · Vigerslev Allé · Ny Ellebjerg